# Tore Fjällbrant
Tore Torstensson Fjällbrant, född 24 november 1931 i Stockholm, död 5 september 2021 i Vessigebro, var en svensk elektroingenjör, gift med Nancy Fjällbrant.
Fjällbrant, som var son till avdelningschef Torsten Fjällbrant och Vira Gillberg, avlade studentexamen i Vänersborg 1950, utexaminerades 1954 från Chalmers tekniska högskola, där han 1964 blev teknologie licentiat, 1967 teknologie doktor på avhandlingen On the Use of Active and Non-Reciprocal Elements in Network Theory och 1968 docent i elkretsteori. Han anställdes 1955 vid Telefon AB L.M. Ericsson i Stockholm, var forskardocent vid University of Glasgow 1956–1957, gruppchef vid Telefon AB L.M. Ericsson i Mölndal 1958–1970 och därefter professor i tillämpad elektronik vid Linköpings universitet. Han har författat skrifter inom elkretsteori och tillämpad elektronik.